# Artiom Surkow
Artiom Olegowicz Surkow (ros. Артём Олегович Сурков; ur. 15 października 1993 roku) – rosyjski zapaśnik walczący w stylu klasycznym. Olimpijczyk z Tokio 2020, gdzie zajął piąte miejsce w kategorii 67 kg. Złoty medalista mistrzostw świata w 2018; srebrny w 2019 i brązowy w 2015 i 2017 roku. 
Mistrz Europy z 2017 i 2018; trzeci w 2019. Triumfator igrzysk europejskich w 2015. Wicemistrz igrzysk wojskowych w 2019. Pierwszy w Pucharze Świata w 2017; drugi w 2014 i 2015. Wygrał ME U-23 w 2015. Wicemistrz Europy juniorów z 2013. Mistrz Rosji w 2021; drugi w 2016 i trzeci w 2014 roku.